# جمعية العاديات
جمعية العاديّـات السورية (بالإنجليزية: Al Adeyat Archaeological Society)‏ هي جمعية أهلية تعنى بالتراث العمراني والآثاري واللامادي في سوريا، تأسست في مدينة حلب عام 1924 م بهدف حماية قلعة حلب ومن ثم استمرت كجمعية هدفها الأساسي هو المحافظة على التراث المادي وغير المادي السوري. يتناول نشاطها أراضي الجمهورية العربية السورية، ولها فروع في مختلف المحافظات السورية. وليس لها أي تدخل في الشؤون السياسية والدينية.

## بدايات الجمعية
بدأت الجمعية في البداية باسم «جمعية أصدقاء القلعة والمتحف»، حيث كان السبب المباشر لنشوئها ما حدث أثناء الانتداب الفرنسي. آنذاك، تمركزت حامية فرنسية ضمن قلعة حلب، وقد قام رئيسها بفك محراب موجود في جامع إبراهيم الخليل داخل القلعة، وهو محراب يعود إلى الفترة الزنكية والذي يُعتبر آية فريدة في الجمال، حيث لا يوجد سوى محراب واحد في العالم شبيه له لا يزال حتى الآن موجود في المدرسة الحلوية. نتيجة لهذه السرقة، قامت مجموعة من المثقفين في المدينة من مختلف الخلفيات السياسية والاجتماعية بتأسيس جمعية هدفها صيانة الآثار والأوابد الأثرية والتعامل مع التراث بشكل عام، والتي انطلقت رسمياً في عام 1924 م. وقد استمرت الجمعية بالعمل تحت هذا الاسم وكان لها مساهمة في إنشاء متحف حلب فيما بعد.
كانت هذه الجمعية الأولى في سوريا تعمل في هذا المجال منطلقة من حلب تحت الاسم المذكور؛ إلا أن هذا الاسم تغير بعد تطور الجمعية. ففي العام 1931 م، رغب أعضاء الجمعية بتغيير الاسم وجعله أكثر عمومية، ليشمل الأهداف التي كانت تعمل الجمعية عليها، فتمّت تسميتها بـ«جمعية العاديَّات»، حيث هذه الياء للنسبة، فمفرد كلمة «عاديّات» هي «عاديّ»، والتي تعبر عن ما ينتسب إلى «عاد» أي الموغل في القدم، وقد كانت هذه الكلمة «العاديّـات» مستخدمةً على نطاق واسع في المنشورات الأدبية آنذاك.
أما البيان الأول للجمعية آنذاك فقد تعلَّق بالحفاظ على الثقافة الأثرية وزيارة الآثار والسياحة إلى الآثار وما إلى ذلك. والمقصود بالتراث فهو المادي وغير المادي؛ حيث يشمل التراثُ المادي الآثارَ والأوابد التاريخية الموجودة في المدينة، أما غير المادي فهو العادات والتقاليد والطقوس والعلوم والتعامل مع الطبيعة والطبخ وتقاليد الأعراس، وكل ما هو منقول من ممارسات وعادات غير ملموسة بما يبدو أقرب إلى مفهوم التراث.
كان المؤسسون الأوائل من مختلف الجهات والاتجاهات، يمثلون التنوع الثقافي والاجتماعي في حلب، فكانت الجمعية تضم شيوخاً وعلماء كبار مثل الشيخ راغب الطباخ والشيخ كامل الغزي والمؤرخ خير الدين الأسدي، كما كانت تضم أباءً مثل الأب جبرائيل رباط، بالإضافة إلى أناس مثل أدولف بوخا -المواطن النمساوي الذي استقرت عائلته في سوريا منذ أجيال-. هذه التنويعة من التوجهات والثقافات هي التي رسمت خط جمعية العاديات.

## الدفاع عن التراث العمراني
إن جمعية العاديّـات هي جمعية تراثية وطنية على صلات وثيقة وحسنة مع جميع الفعاليات وتضم جميع الفئات، فقد قامت خلال السنوات الماضية بالدفاع عن التراث العمراني في سوريا. وقد سُجل للجمعية الوقوف في وجه المشروع الذي كان يهدف إلى إزالة السور وتغطية الأوابد الأثرية في منطقة «باب الفرج» في حلب في أواخر القرن العشرين، حيث تدخلت الجمعية وأوقفت المشروع وخاطبت رئيس الجمهورية، ما أدى إلى توقف المشروع ومن ثم تسمية حلب القديمة كجزء من التراث العالمي من قبل منظمة اليونسكو. والجمعية موجودة حالياً في جميع اللجان التي تعمل في المدينة القديمة بحلب، وكل ما يتعلق بالتراث المعماري وغير المعماري في المدينة، حيث تجدون الجمعية ممثلةً بالاسم وليس كأشخاص.

## فروع الجمعية
استمر عمل الجمعية حتى العام 1939 م، ثم توقفت بسبب الحرب العالمية الثانية حتى بداية الخمسينيات. بعد ذلك، اجتمع أعضاء الجمعية من جديد في الخمسينيات، وأعادوا تفعيل الجمعية. وفي العام 1958 م، صدر النظام الداخلي للجمعية وأعطى للجمعية الحق في إنشاء فروع لها في المحافظات. وهذه الفروع موجودة في أية مدينة أو منطقة يريد سكانها فرعاً للجمعية، والتي تعمل كلها تحت إشراف الجمعية الأم في حلب.

## أهداف الجمعية

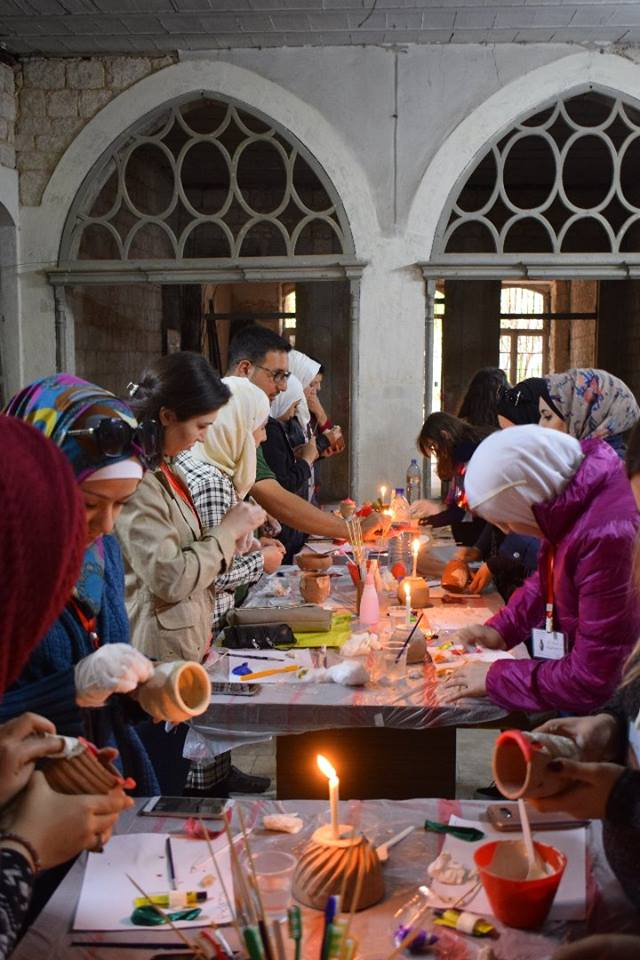
ورشة ترميم الفخار في جمعية العاديات في حلب عام 2017

1. الاهتمام بالآثار القديمة والعاديات المنتشرة في الجمهورية العربية السورية.
2. التعاون مع مديرية الآثار تعاوناً يحقق الأهداف الرسمية لهذه المديرية.
3. تنظيم رحلات لأعضائها إلى الأماكن الأثرية.
4. الدراسات الأثرية والتاريخية والفنية، لإظهار العبقرية في القومية العربية في كافة نواحيها.
5. إلقاء المحاضرات الأثرية والتاريخية والفنية.
6. إصدار نشرات أو كراسات دورية ومجلة تسمى (مجلة العاديات).
7. التعاون مع مديرية السياحة في سبيل التعريف على الآثار والعاديات المنتشرة في محافظة حلب، والتشجيع على زيارتها والانكباب على دراستها.

## المطبوعات التي تصدرها الجمعية
1. الإصدار الأول هو «المجلة الفصلية»: وهي كتاب سنوي يصدر بالاشتراك مع معهد التراث العلمي العربي بحلب وموجه للاختصاصيين في الآثار، حيث كانت البداية مع مجلة العاديات الشهرية، والتي استمرت بين العامين 1931 م و1939 م، وتوقفت بسبب الحرب العالمية الثانية، ومن ثم عادت لتصدر في العام 2005 م بحلة جديدة وبشكل فصلي، وموجهة لكل من الاختصاصيين وغير الاختصاصيين.
2. الإصدار الثاني هو «الكتاب السنوي»: الذي يصدر بشكل سنوي ويحوي نتائج التنقيب والأبحاث الأثرية.
3. أما الإصدار الثالث فهو موقع الإنترنت الخاص بالجمعية "www.aladeyat.org": والذي تم تطويره مؤخراً ليقدم معلومات ثقافية أثرية مع الأنشطة الراهنة، كما يقدم نوعاً من الاتصال والتواصل ما بين الجمعية وأعضاءها.

## شروط الانتساب للجمعية
إن المشاركة في كافة نشاطات الجمعية لا تشترط أن يكون المشارك عضواً فيها، حيث أن الباب مفتوح أمام المهتمين بالقيام بالزيارات الميدانية للمعالم الأثرية، وحضور المحاضرات الأسبوعية والندوات وبعض الحفلات التي تنظمها الجمعية وهي مشاركات مجانية لا يترتب عليها أية نفقة أو رسوم، كما أن المشاركة في الرحلات التي تنظمها الجمعية ممكنة لغير الأعضاء ممن يعرّف بهم عضوان عاملان في الجمعية مع استيفاء مبلغ إضافي لرسم الرحلة.
ونبين الشروط المطلوب توفرها في طالب الانتساب للجمعية عضواً عاملاً إضافة إلى رغبته في العمل الطوعي لخدمة أهدافها:
1. أن يكون عربياً سورياً.
2. أن يكون حائزاً على درجة جامعية، بكالوريوس فما فوق.
3. أن يعرّف به اثنان من أعضاء الجمعية العاملين وتوافق عليه لجنة التزكية.
4. أن يوافق على النظام الداخلي للجمعية ويملأ طلب الانتساب وعلى مسؤوليته عن صحة المعلومات الواردة فيه.
5. أن يسدد رسوم الانتساب ومستلزماته.
6. بالنسبة لراغبي الانتساب من غير السوريين، يمكن قبولهم كأعضاء مؤازرين شريطة موافقة لجنة التزكية على ذلك.
7. للأعضاء العاملين فقط حق الانتخاب والترشح لمنصب مجلس الإدارة بعد مرور عام على انتسابهم، وكذلك لهم الحق بعضوية اللجان المختلفة، وميزة الاستفادة من رسوم الرحلات الخاصة بالأعضاء فور قبول طلب انتسابهم.

## لجان الجمعية
- لجنة الرحلات: التي تقدم رحلات داخلية وخارجية، وبرنامج الجولات إلى أماكن موجودة في مدينة حلب الذي يتم مرة كل 15 يوماً، ويكون ضمن محاور مدينة حلب والأماكن الأثرية فيها. وتجذب هذه الجولات العديد من المهتمين وهي تتم بشكل مجاني. وهناك أيضاً سنويا 25 رحلة داخلية تغطي معظم الأماكن الأثرية السورية. كما أن هناك رحلات خارجية لدول مجاورة وأحيانا لأماكن أبعد بمعدل رحلة سنوية واحدة فقط. وكل الرحلات هذه لها صفة ثقافية وهدفها الاطلاع على الآثار والحياة الثقافية العامة للمنطقة المزارة.

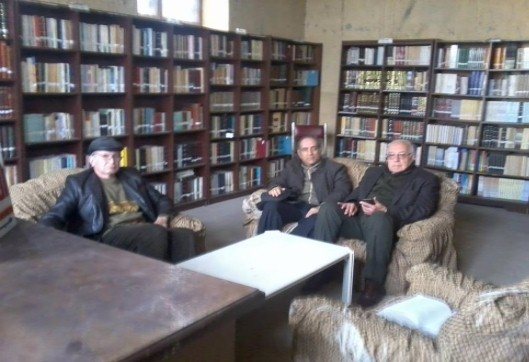
مكتبة جمعية العاديات

- اللجنة الاجتماعية: التي تعمل مع اللجان الأخرى.

- لجنة الحفاظ على المكتبة الورقية الحالية: وفيها حالياً 6000 مجلداً، وهي مكتبة مختصة بالتاريخ والآثار والأدب لأنه جزء من التراث، وتخدم كل من يطلب المعلومة من الدارسين وطلاب الجامعة والدراسات العليا أو أي شخص يريد الاطلاع.
- اللجنة المعلوماتية: التي تشرف على موقع الإنترنت.
- لجنة خاصة بموضوع الكتاب السنوي.

## وصلات خارجية
- الموقع الرسمي